# Edward Mulhare
Edward Mulhare (Carrigaline, 8 de abril de 1923-Los Ángeles, 24 de mayo de 1997) fue un actor irlandés. Fue uno de los rostros más conocidos de la televisión estadounidense desde 1956 hasta 1995.

## Biografía
Nacido en Carrigaline, Irlanda, Mulhare quiso estudiar medicina. Pero pronto se sintió atraído por la actuación, que fue su trabajo durante el resto de su vida.
Sus dos actuaciones más memorables como protagonista fueron en la serie Ghost and Mrs. Muir y en el papel de Devon Miles en la serie Knight Rider, además de ser invitado en series de la época, como MacGyver. Participó también en algunas películas; aunque siempre recibía papeles de televisión.
Su último papel fue en 1997 en la serie Baywatch Nights junto con el también protagonista de la serie Knight Rider, David Hasselhoff. Mulhare falleció en Los Ángeles debido a un cáncer de pulmón en 1997.
Mulhare fue nominado, en 1969, al premio Emmy.

## Filmografía
- Baywatch Nights (1997), Dr. Lancaster (1 episodio)
- Out to Sea (1997), Cullen Carswell
- Hart to Hart: Secrets of the Hart (telefilme, 1995)
- Knight Rider 2000 (1991), Devon Miles
- B-17: The Flying Fortress (1987), voz, narrador
- Knight Rider (teleserie, 1982), Devon Miles
- Megaforce (1982), Byrne-White
- Gidget Grows Up (telefilme, 1969), Alex MacLaughlin
- The Ghost & Mrs. Muir (teleserie, 1968), Cap. Daniel Gregg
- Eye of the Devil (1967), Jean-Claude Ibert
- Caprice (1967), sir Jason Fox
- Our Man Flint (1966), Malcolm Rodney
- Von Ryan's Express (1965), Cap. Costanzo
- Signpost to Murder (1964), Dr. Mark Fleming
- The Outer Limits (Serie de TV): The Sixth Finger (1963), profesor de Genética
- The Adventures of Robin Hood (Serie de TV) (1956), varios
- Giv'a 24 Eina Ona (1955), James Finnegan
- The Streets of San Francisco (1972), temporada 1, episodio 6: «Tower Beyond Tragedy», Amory Gilliam